# Most w Bożenkowie-Zdrojach
Most w Bożenkowie-Zdrojach – most drogowy nad Brdą na granicy Bydgoszczy i gminy Osielsko, w ciągu drogi wojewódzkiej nr 244.

## Lokalizacja
Most znajduje się w miejscowości Zdroje koło Bożenkowa na terenie gminy Osielsko i miasta Bydgoszcz (osiedle Janowo). Przez most prowadzi droga wojewódzka nr 244 Kamieniec – Bożenkowo – Strzelce Dolne.
Przez most wiodą piesze szlaki turystyczne:
- szlak „Brdy” z Brdyujścia w Bory Tucholskie
- szlak im. Leona Wyczółkowskiego z Osowej Góry do Pruszcza wzdłuż wschodniego brzegu Brdy.

## Historia
Przeprawa została wybudowana w 1987 roku. Zarządcą mostu była DODP Bydgoszcz, a administratorem w terenie Rejon Dróg Publicznych w Świeciu.

## Dane techniczne
Konstrukcję nośną stanowią prefabrykowane dźwigary żelbetowe zespolone z płytą pomostu. Most składa się z trzech przęseł o rozpiętościach: 11,3 m – skrajne i 12,0 m – środkowe. Podporami skrajnymi są betonowe przyczółki, a środkowymi – filary żelbetowe posadowione na palach w nurcie rzeki. Przestrzeń żeglugowa pod obiektem wynosi 3,3 × 11 m. Nośność obiektu wynosi 30 ton.
Obiektem dysponuje Zarząd Dróg Wojewódzkich w Bydgoszczy, Rejon Dróg Wojewódzkich w Żołędowie.